# Параллельный робот
Параллельный робот — механическая система, использующая несколько последовательных цепей с компьютерным управлением для поддержки одной платформы или концевого эффектора. То есть параллельный робот обладает рабочим звеном, связанным с основанием несколькими кинематическими цепями с несколькими приводами, или налагающим связи на движения робота.
У такой структуры в отличие от открытой у обычных роботов — замкнутые кинематические цепи, а работают они как пространственные фермы, что повышает точность, надежность и быстродействие.

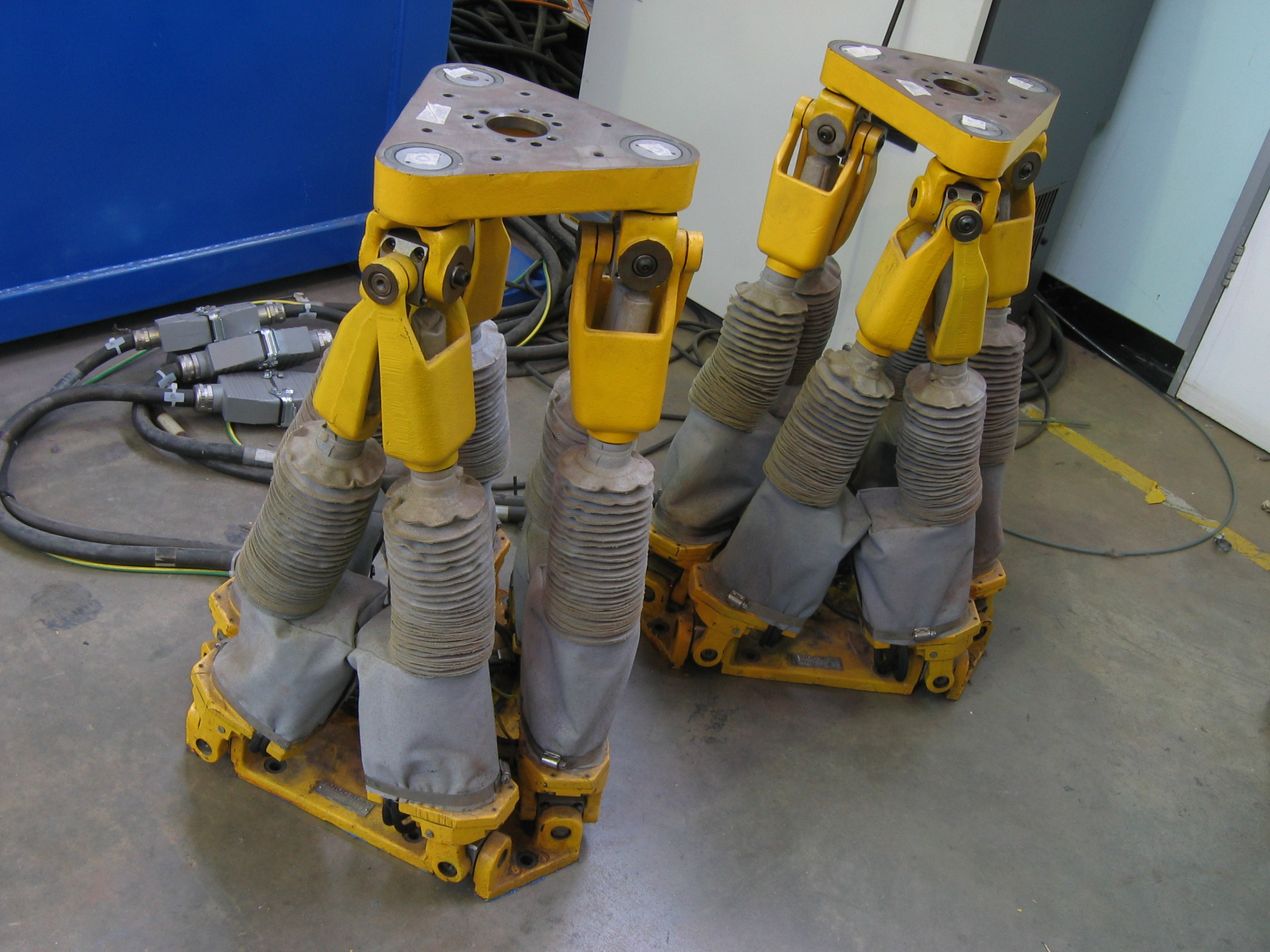
Пример платформы Стюарта.

Самый известный параллельный робот — платформа Гофа-Стюарта, названный в честь инженеров-разработчиков. У робота шесть степеней подвижности, а исполнительные механизмы попарно соединены как на основании, так и на платформе. Такой шарнирно-сочлененный робот использует аналогичные механизмы для перемещения либо самого робота на основании, либо одной или нескольких рук-манипуляторов.
От последовательного робота параллельный отличается тем, что концевой эффектор («рука» или «рабочий орган») манипулятора непосредственно связан с его основанием несколькими (обычно тремя или шестью) отдельными и независимыми связями, работающими одновременно. Никакой параллельности в геометрическом смысле в таких роботах не подразумевается.

## Конструктивные особенности
В конструкции параллельного манипулятора каждая цепь обычно коротка, проста и поэтому может быть жесткой по отношению к нежелательному перемещению, в отличие от последовательного манипулятора. При этом ошибки позиционирования одной цепи усредняются, а не суммируются.
Каждый привод, как и в последовательной структуре двигается в пределах своей степени свободы, однако в параллельном роботе внеосевая гибкость сустава ограничена влиянием других цепей. Такая замкнутая жесткость делает параллельный манипулятор жестким в целом по отношению к своим компонентам, в отличие от последовательной цепи, жесткость которой уменьшается с увеличением числа компонентов.

Платформа Гофа — Стюарта в движении

Взаимное усиление жесткости в параллельной структуре позволяет упростить конструкцию.
В цепях гексаподов платформы Гофа-Стюарта используют призматические линейные приводы между универсальными шаровыми шарнирами по любым осям. Шаровые шарниры пассивны: свободно перемещаются без приводов и тормозов. Их положение ограничивается только другими цепями.
В основании дельта-роботов поворотные приводы, которые приводят в движение легкий, жесткий параллелограммный манипулятор. Эффектор устанавливают между кончиками трех рычагов, он может быть закреплен простыми шаровыми шарнирами. Статическая схема параллелограммного робота часто напоминает ферму с шарнирными соединениями: звенья и исполнительные механизмы не испытывают воздействия изгиба или крутящего момента, только растяжение или сжатие. Это снижает влияние любой гибкости на внеосевые силы.
К преимуществам параллельного робота можно также отнести то, что тяжелые механизмы могут быть установлены по центру на одной базовой платформе, а движение манипулятора будет осуществляться только за счет стоек и шарниров. Уменьшение массы вдоль манипулятора облегчает конструкцию манипулятора и исполнительные механизмы, увеличивая скорость движения. Централизация массы снижает общий момент инерции робота, и это преимущество уже для мобильных или шагающих роботов.
Конструктивные особенности параллельных роботов обеспечивают широкий диапазон возможностей. Скорость действия часто ограничена жесткостью, а не мощностью, так что подобные структуры могут быть более быстродейственны, чем другие конструкции.

## Степени свободы
Манипулятор может перемещать объект с шестью степенями свободы (6DoF от англ. Six degrees of freedom). Он может двигаться в декартовой трёхмерной системе координат (вперёд/назад, вверх/вниз, влево/вправо), а также совершать повороты Эйлера вокруг каждой из трёх взаимно перпендикулярных осей (рыскание, тангаж, крен).

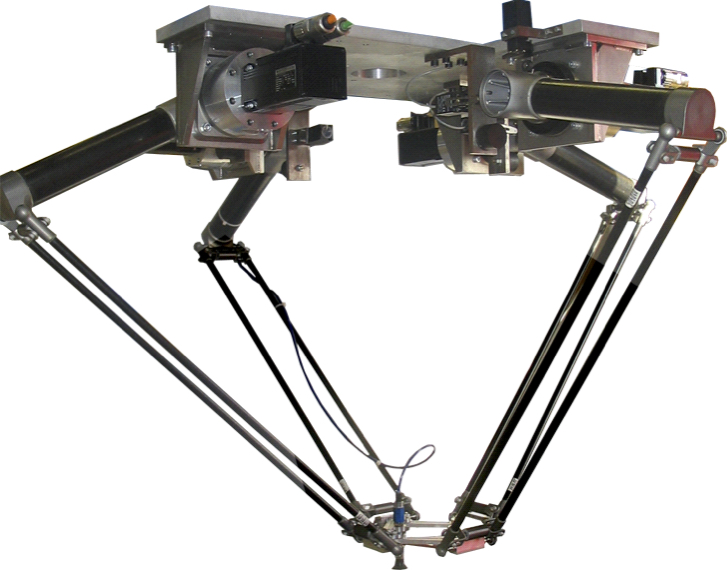
Прототип «PAR4», высокоскоростной параллельный робот с четырьмя степенями свободы.

Но в том случае, если для манипуляции нужно меньше шести степеней, применение менее подвижных манипуляторов дает преимущества в виде более простой архитектуры, легкого управления, быстрого перемещения и низкой стоимости. У дельта-робота, например, всего четыре (три поступательных и одна вращательная степень свободы), и он хорошо зарекомендовал себя в действиях, требующих быстрого позиционирования и перемещения.
Рабочее пространство манипуляторов с низкой подвижностью можно разложить на подпространства «движения» и «ограничений». Три поступательных степени свободы дельта-робота — это его подпространство движения, а отсутствующие повороты Эйлера — подпространство ограничений.
Подпространство движения можно дополнительно разделить на два подпространства: независимое (желаемое) и зависимое, состоящее из нежелательного («сопутствующего» или «паразитного») движения. Негативные последствия нужно устранять или смягчать при проектировании. Например, у дельта-роботов «паразитного» движения нет, так как нет вращения концевого эффектора.

## Тросовые параллельные роботы
В тросовом параллельном роботе (ТПР) жесткие звенья заменены гибкими (тросами). У такой конструкции меньше инерционные характеристики, больше общая скорость и ускорение концевого эффектора. Кроме того, у тросовых роботов шире рабочая зона, что позволяет применять их для решения сложных задач требующих большой зоны обслуживания.
Однако, у использования в конструкции гибких звеньев есть и недостатки — звенья работают только на растяжение, теряя работоспособность при сжатии. Эту особенность важно учитывать при разработке и использовании подобных параллельных систем.
Первый ТПР был разработан в 1989 году в Национальном институте стандартов и технологий и предназначался для обработки грузов в портах, строительстве мостов и других областях.

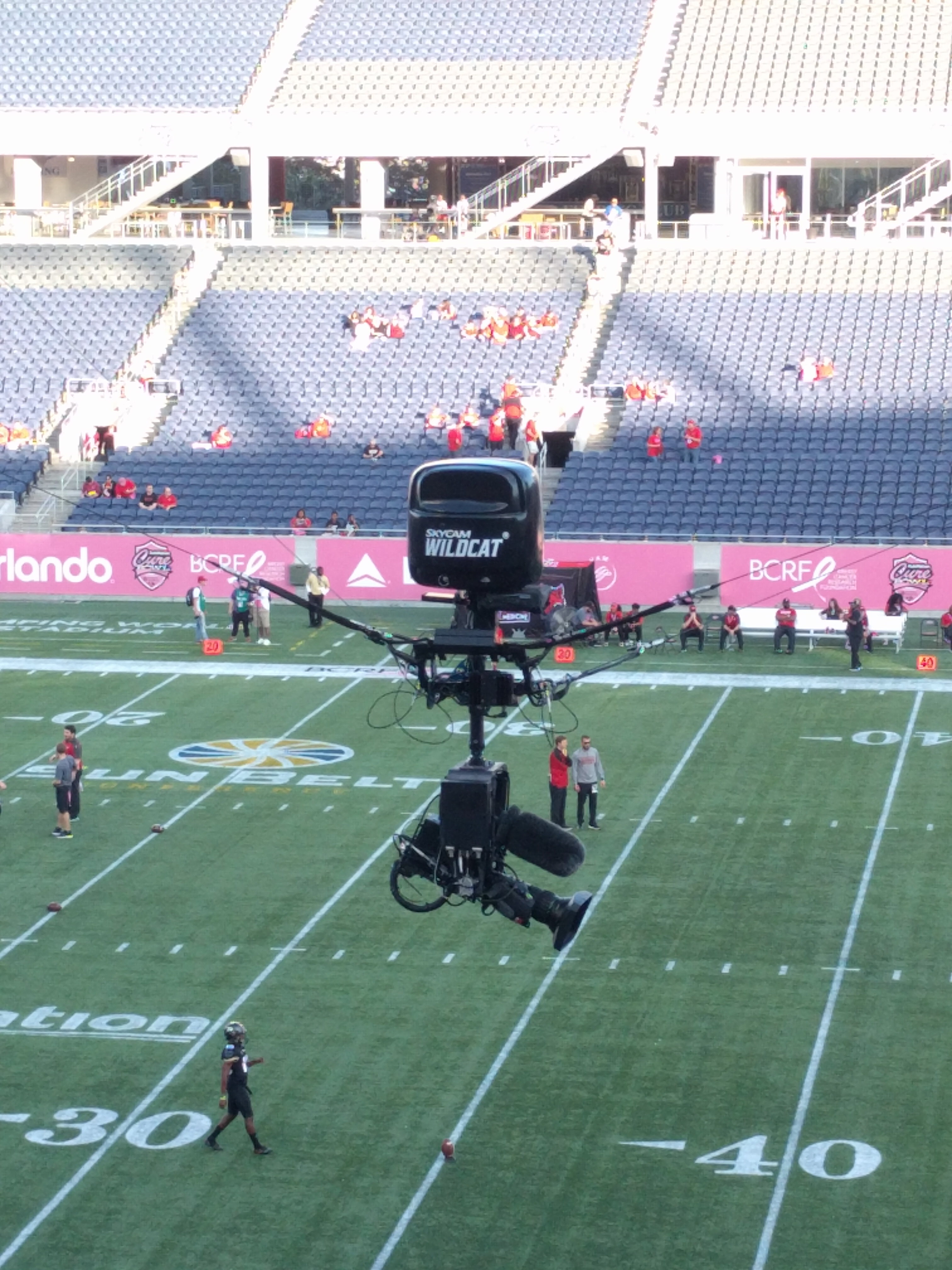
Skycam в действии

Другой тросовый робот, SkyCam, применяют для видеосъемки на стадионах, и он представляет собой четыре троса, по которым движется камера. Максимальная рабочая скорость движения в системе — 44,8 км/ч.
Есть подобные роботы для сельскохозяйственных работ, автоматизированного строительства. Причем в строительстве есть как масштабные системы, так и строительный 3D-принтер с шестью степенями свободы и бетонным экструдером в качестве концевого эффектора.

## Сравнение с серийными манипуляторами
Большинству роботов требуется жесткость, которую в серийных роботах достигают, используя высококачественные поворотные шарниры. Они допускают движение по одной оси, но жестки по отношению к движению за ее пределами. А любой шарнир, допускающий движение, должен иметь возможность целенаправленного управления этим движением с помощью исполнительного механизма. Для движения по нескольким осям нужно несколько шарниров.
Ненужная гибкость или неаккуратность в одном суставе вызывает аналогичный эффект во всем манипуляторе. Из-за невозможности сдерживать движение суставов по отношению друг к другу эффект может усиливаться в зависимости от расстояния между суставом и концевым эффектором. Их неизбежное запаздывание (гистерезис) и внеосевая гибкость накапливаются в кинематической цепи манипулятора.
Прецизионный последовательный манипулятор — неизбежный компромисс между точностью, сложностью, массой (манипулятора и манипулируемых объектов) и стоимостью.
Но параллельные манипуляторы позволяют добиться высокой жесткости при небольшой, относительно манипулируемого элемента, массе манипулятора. Это обеспечивает высокую точность и скорость перемещения и служит причиной, например, применения параллельных систем в авиасимуляции из-за высокой скорости при достаточно большой массе.
К недостаткам системы или сложностям в работе с параллельными роботами можно отнести нелинейное поведение. Команды на изменение положения концевого эффектора (линейного или кругового) зависит от положения манипулятора в рабочем пространстве и при движении нелинейно меняется.
Кроме того, рабочее пространство параллельных манипуляторов ограниченно, в том числе и в сравнении с последовательными. Рабочее пространство ограничено геометрическими и механическими пределами конструкции, как и у последовательных роботов. Пределы определяются максимальной и минимальной длиной ног, возможностью столкновения между ногами.
Но также ограничения определяются сингулярностью, возникновением таких положений, в которых для некоторых траекторий движения изменение длины ног бесконечно мало относительно изменения их положения. И наоборот, в сингулярном положении сила (например, гравитация), приложенная к концевому эффектору, вызывает бесконечно большие ограничения ног, что может привести к своеобразному «взрыву» манипулятора. При этом определение сингулярных положений затруднено и для общего параллельного манипулятора проблема остается открытой.
В результате, рабочее пространство параллельных манипуляторов обычно искусственно ограничивают небольшой областью, в которой сингулярность не возникнет.

## Применение параллельных роботов

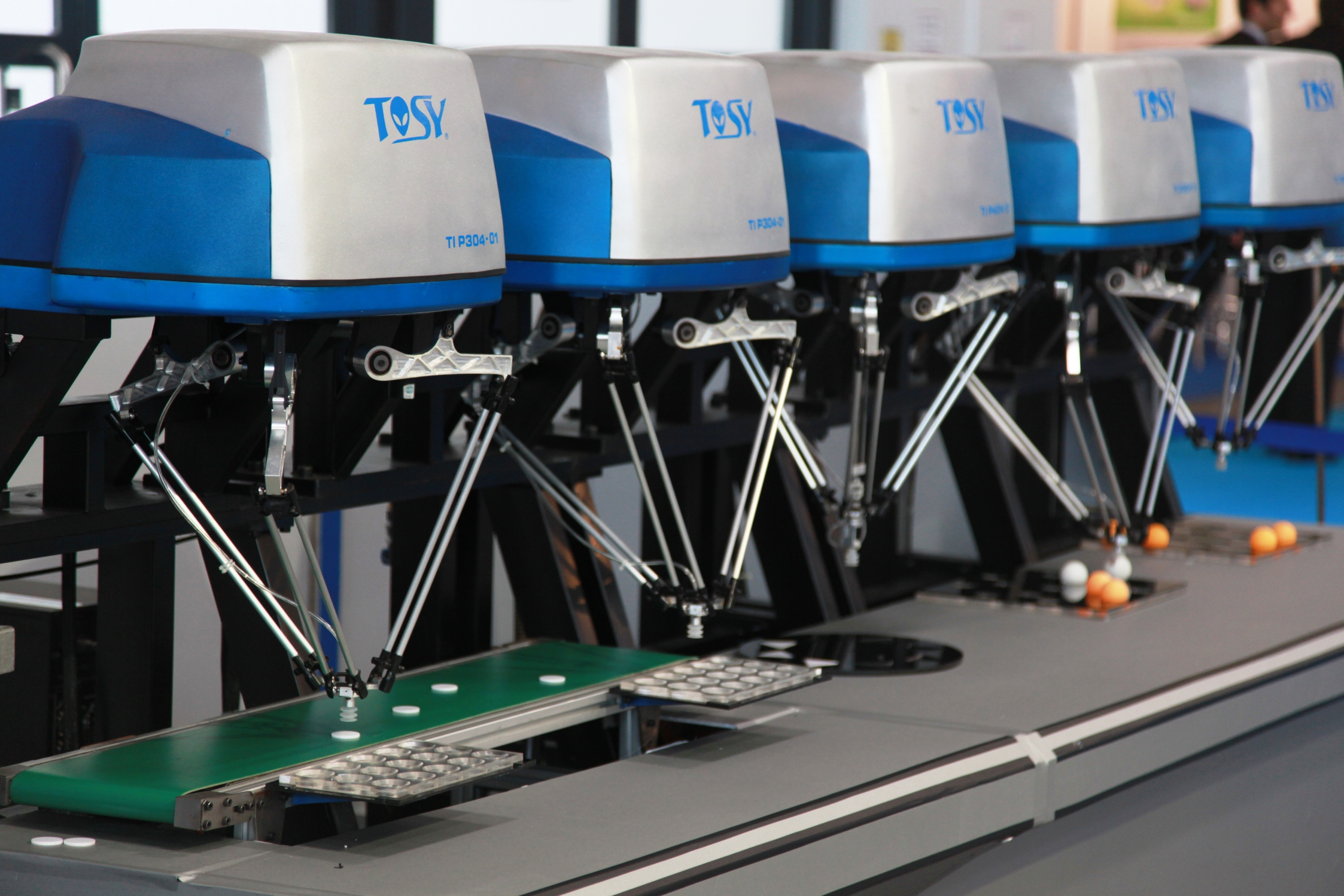
Параллельные роботы на фасовке и упаковке лекарств

Основные направления применения параллельных манипуляторов кроме использования в авиасимуляторах и автомобильных тренажерах — различные сферы производства областями применения этих устройств в промышленности являются:
- упаковки;
- сборки (особенно, требующей высокоскоростного и высокоточного позиционирования при ограничении рабочего пространства);
- погрузочно-разгрузочных работ.

Кроме того, они подходят для, например, юстировки оптических волокон или при выполнении задач высокоскоростного\высокоточного фрезерования.
Отдельное направление — использование в качестве микроманипуляторов на концевых эффекторах более крупных серийных манипуляторов.
У параллельных роботов обычно более ограничено рабочее пространство, в результате они, например, преимущественно не могут обходить препятствия. Любые расчеты, связанные с кинематикой движения у них обычно сложнее и могут приводить к множеству решений.